# Piptadeniastrum africanum
Espèce
Piptadeniastrum africanum est une espèce de plantes à fleurs dicotylédones de la famille des Fabaceae, sous-famille des Mimosoideae. C'est un arbre originaire d'Afrique tropicale.

## Description
C'est un arbre  de grande taille, pouvant atteindre 50 mètres de haut, au fût cylindrique rectiligne, muni à la base de contreforts de 5 à 8 mètres de haut, qui se rencontre dans les forêts tropicales d'Afrique occidentale et centrale.

Il est exploité pour son bois commercialisé comme bois d'œuvre sous le nom de « dabéma ». Il est très répandu dans les forêts de Côte d'Ivoire bien qu'il y soit moins exploité que dans d'autres lieux.

### Caractéristiques du bois
Ce bois de cœur brun, avec veines qui présente une couleur de l'aubier différente du bois de cœur
Les limites de cernes sont indistinctes ou absentes. L'odeur désagréable de ce bois à l'état vert ou en cas de réhumidification doit être prise en compte selon le type d'ouvrage et sa destination. Il sent toujours de près sec.
La densité basale est de 0,6 à 0,74 g cm−3.
Le bois du dabéma est très dur et donc utilisé pour la confection des soubassements des bateaux.

## Taxinomie

### Liste des variétés
Selon Tropicos (10 novembre 2018) (Attention liste brute contenant possiblement des synonymes) :
- Piptadeniastrum africanum var. africanum
- Piptadeniastrum africanum var. brachysperma Pellegr.

### Synonymes
Selon The Plant List (10 novembre 2018) :
- Piptadenia africana Hook.f. (basionyme)
- Piptadeniastrum africanum var. africanum